# Otto Ambros
Otto Ambros (Weiden in der Oberpfalz, 19 maggio 1901 – Mannheim, 23 luglio 1990) è stato un chimico tedesco e criminale di guerra nazista. È noto per il suo lavoro, durante la guerra, sulla gomma sintetica (polibutadiene o "gomma Buna") e sugli agenti nervini (sarin e tabun). Dopo la fine della guerra, fu processato a Norimberga e condannato per crimini contro l'umanità per il suo uso del lavoro forzato nel campo di concentramento di Auschwitz III-Monowitz.

## Biografia

### Primi anni
Figlio di un professore universitario, ha superato l'esame di maturità a Monaco di Baviera. Nel 1920 si iscrisse all'Università di Monaco per studiare chimica e scienze agrarie. Nel 1925 ottenne un dottorato, studiando sotto il premio Nobel per la chimica del 1915, Richard Willstätter.

### Carriera
A partire dal 1926, Ambros lavorò alla BASF a Ludwigshafen. Nel 1930 trascorse un anno a studiare in Estremo Oriente. Dal 1934 lavorò alla IG Farben, divenendo capo del loro stabilimento di Schkopau nel 1935. La sua divisione nella IG Farben si occupò di sviluppare armi chimiche, inclusi gli agenti nervini Sarin (nel 1938) e Soman (nel 1944). In questa veste, è stato consigliere di Carl Krauch, un dirigente dell'azienda. Il nome sarin è un acronimo delle iniziali degli scopritori, dove Ambros è la lettera "a".
Ambros gestiva quindi le fabbriche IG Farben a Dyhernfurth, dove si produceva il tabun (un agente nervino simile al sarin), e a Gendorf, che produceva l'iprite (un gas velenoso originariamente sviluppato e utilizzato nella prima guerra mondiale). Lo stabilimento di Dyhernfurth comprendeva un campo di concentramento con circa 3000 prigionieri che venivano utilizzati per i lavori più duri e pericolosi nell'impianto, e come cavie umane negli esperimenti sugli stessi gas nervini prodotti.
Alla IG Farben, Ambros ha anche contribuito alla ricerca su come produrre la gomma polibutadiene, a cui è stato dato il nome commerciale "gomma Buna" perché è prodotta con butadiene e sodio (Na). Questo è stato un progetto importante in quel periodo, infatti lo scoppio della guerra aveva tagliato fuori la Germania dall'approvvigionamento delle materie prime e quindi anche della gomma naturale; nel giugno 1944, Ambros ha ricevuto in premio un milione di marchi da Adolf Hitler come riconoscimento per questo lavoro. Nel 1941, Ambros scelse il sito per il campo di lavoro di Monowitz e per la fabbrica Buna Werke, che produceva gomma Buna utilizzando il lavoro degli schiavi del campo di Auschwitz, dove trascorse il resto del periodo di guerra come direttore di stabilimento della Buna-Werk IV e amministratore delegato dell'impianto di produzione di combustibile sintetico nell'IG Auschwitz.
Nel 1944 Ambros ricevette la Croce di Cavaliere al Merito di Guerra.

## A Monowitz

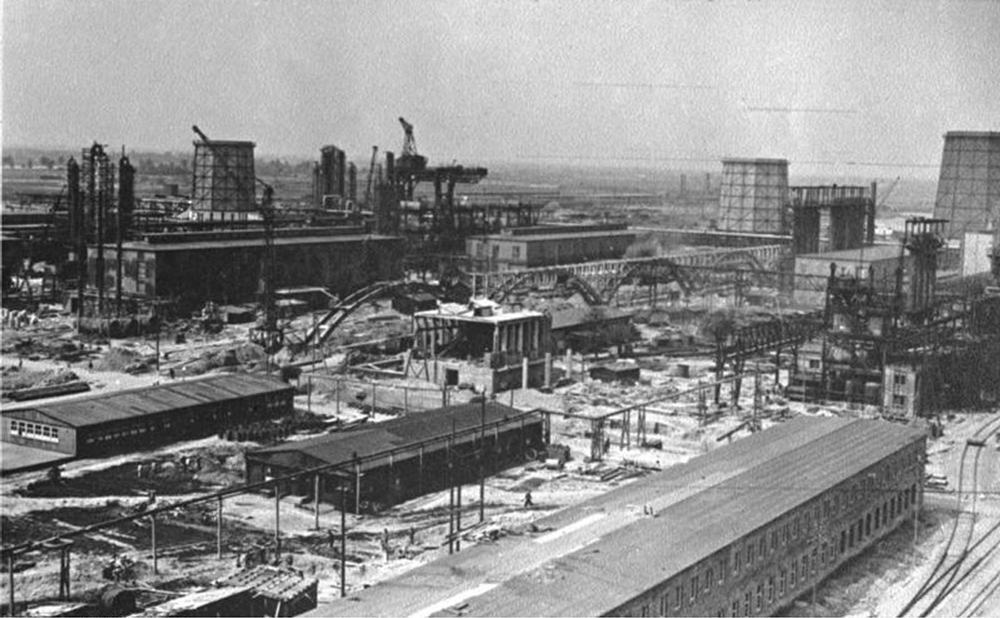
Impianto IG Farben a Monowitz in costruzione a circa 10 chilometri da Auschwitz, 1942

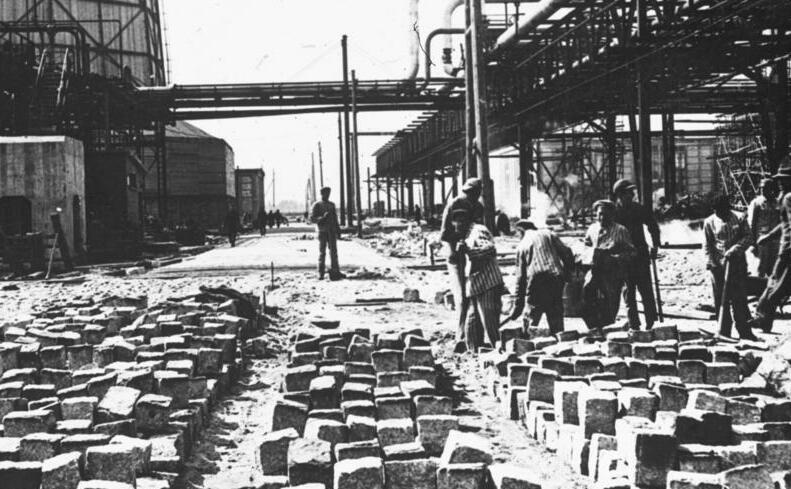
Prigionieri del campo di concentramento, identificati da abiti a righe al lavoro a Monowitz

Ambros fu arrestato nel 1946. Al processo della IG Farben a Norimberga nel 1948, Ambros e altri 23 dirigenti della IG Farben furono accusati di aver condotto politiche di aggressione, saccheggio e depredamento; di lavoro forzato in condizione di schiavitù e omicidio di massa. Fu riconosciuto colpevole solo per il lavoro da schiavi, per il suo ruolo di supervisore dell'impianto di produzione della gomma IG Buna Werke a Monowitz, e condannato a otto anni di reclusione. Fu rilasciato dalla prigione di Landsberg nel 1951.
Monowitz è stato costruito come Arbeitslager, cioè campo di lavoro, e conteneva anche un Arbeitsausbildungslager, campo di educazione al lavoro, per i prigionieri non ebrei ritenuti non all'altezza degli standard di lavoro tedeschi. Ha ospitato circa 12.000 prigionieri, la grande maggioranza dei quali erano ebrei, oltre a criminali non ebrei e prigionieri politici.  
I prigionieri di Monowitz furono affittati dalle SS alla IG Farben per lavorare presso la Buna Werke, un complesso di fabbriche chimiche comprese quelle utilizzate per produrre Buna (gomma sintetica) e olio sintetico: le SS addebitavano all'IG Farben tre Reichsmark (RM) al giorno per i lavoratori non qualificati, quattro (RM) all'ora per i lavoratori qualificati e uno e mezzo (RM) per i bambini. Nel 1942 il nuovo complesso del campo di lavoro per i prigionieri della IG Farben occupava circa la metà della sua superficie progettata, l'espansione fu per la maggior parte terminata nell'estate del 1943. Le ultime 4 baracche furono costruite un anno dopo. 
La popolazione del campo di lavoro crebbe da 3.500 prigionieri nel dicembre 1942 a oltre 6.000 nella prima metà del 1943. Nel luglio 1944 la popolazione dei prigionieri era di oltre 11.000 individui, la maggior parte dei quali erano ebrei. Nonostante il crescente tasso di mortalità per il ritmo del lavoro forzato, la fame, le esecuzioni o per le altre forme di omicidio, la domanda di lavoro stava crescendo e furono introdotti più prigionieri. Al tempo stesso la direzione della fabbrica insisteva per rimuovere i prigionieri malati ed esausti da Monowitz, le persone incapaci di continuare il loro lavoro furono uccise nel campo di sterminio di Birkenau nelle vicinanze. La società ha sostenuto di non aver speso grandi quantità di denaro per costruire le baracche per i prigionieri inabili al lavoro. Il campo di Buna è stato descritto negli scritti di Primo Levi, il chimico ebreo italiano sopravvissuto ad Auschwitz.

### Rilascio dal carcere
Otto Ambros fu rilasciato nel 1951 dopo che gli fu concessa la grazia dall'Alto Commissario degli Stati Uniti John J. McCloy. Divenne consulente in aziende chimiche come la W.R. Grace, la Dow Chemical, nonché dell'US Army Chemical Corps e del leader politico Konrad Adenauer. Era anche consulente della Chemie Grünenthal (ora Grünenthal GmbH) nello sviluppo della talidomide.